# Eacles acuta
Eacles acuta är en fjärilsart som beskrevs av William Schaus 1905. Eacles acuta ingår i släktet Eacles och familjen påfågelsspinnare. Inga underarter finns listade i Catalogue of Life.